# حمزه‌آباد سفلی
حمزه‌آباد سفلی، روستایی است از توابع بخش لاجان و در شهرستان پیرانشهر استان آذربایجان غربی ایران.

## جمعیت
این روستا در دهستان لاهیجان غربی قرار داشته و بر اساس سرشماری سال ۱۳۸۵ جمعیت آن ۱۳۷ نفر (۱۶ خانوار)
بوده‌است.